# أوليمبيو بزي
أوليمبيو بزي (بالإيطالية: Olimpio Bizzi)‏ مواليد 1 أغسطس 1916 في ليفورنو - الوفاة 3 أغسطس 1976 في إيطاليا، كان دراج إيطالي.

## روابط خارجية
- أوليمبيو بزي على موقع أرشيف الدراجات (الإنجليزية)
- أوليمبيو بزي على موقع إحصائيات الدراجات الإحترافية (الإنجليزية)
- أوليمبيو بزي على موقع CycleBase (الإنجليزية)